# Terrorisme en 1962

## Événements

### Août
- 22 août, France : le commando Delta de l'OAS lance une attaque contre la DS présidentielle du général de Gaulle[1]. L'attentat ne fait aucune victime.